# Simpson (Kansas)
Simpson és una població dels Estats Units a l'estat de Kansas. Segons el cens del 2000 tenia 114 habitants.

## Demografia
Segons el cens del 2000, Simpson tenia 114 habitants, 46 habitatges, i 33 famílies. La densitat de població era de 183,4 habitants/km².
Dels 46 habitatges en un 34,8% hi vivien nens de menys de 18 anys, en un 65,2% hi vivien parelles casades, en un 4,3% dones solteres, i en un 26,1% no eren unitats familiars. En el 23,9% dels habitatges hi vivien persones soles el 10,9% de les quals corresponia a persones de 65 anys o més que vivien soles. El nombre mitjà de persones vivint en cada habitatge era de 2,48 i el nombre mitjà de persones que vivien en cada família era de 2,94.
Per edats la població es repartia de la següent manera: un 27,2% tenia menys de 18 anys, un 7% entre 18 i 24, un 28,1% entre 25 i 44, un 15,8% de 45 a 60 i un 21,9% 65 anys o més.
L'edat mediana era de 38 anys. Per cada 100 dones de 18 o més anys hi havia 107,5 homes.
La renda mediana per habitatge era de 25.938 $ i la renda mediana per família de 29.375 $. Els homes tenien una renda mediana de 26.607 $ mentre que les dones 12.917 $. La renda per capita de la població era de 12.868 $. Entorn del 15,2% de les famílies i el 18,8% de la població estaven per davall del llindar de pobresa.

## Poblacions més properes
El següent diagrama mostra les poblacions més properes.